# بيتاماكس
بيتاماكس (بالإنجليزية: Betamax)‏ و يسمى أيضاً "Beta"، هو صيغة للتسجيل المرئي على شريط كاسيت مغناطيسي من المستوى الاستهلاكي، تم تطويره من قِبَل شركة Sony و طُرِحَ في اليابان في 10 مايو عام 1975. أول جهاز يعمل بنظام بيتاماكس تم طرحه في الولايات المتحدة كان جهاز LV-1901 و هو مزود بشاشة ملونة قياس 19 بوصة و ظهر في المتاجر في أوائل نوفمبر عام 1975. يحتوي كاسيت بيتاماكس شريط تسجيل مغناطيسي بعرض 0.5 إنش (12.7 ملم) ذا تصميمٍ مشابهٍ لتصميم شريط التسجيل الاحترافي الأقدم U-matic ذي العرض 0.75 إنش.
للسيطرة على سوق أنظمة تسجيل الفيديو الاستهلاكية، تنافس نظام بيتاماكس لفترة طويلة مع نظام VHS الذي أطلقته شركة JVC في أكتوبر 1976 و خرج نظام بيتاماكس من الأسواق بعد أن خسر حرب أنظمة تسجيل الفيديو لصالح نظام VHS في معظم الأسواق. توقف إنتاج أجهزة تسجيل بيتاماكس عام 2002، و رغم ذلك ظلت أشرطة كاسيت بيتاماكس متاحةً في الأسواق حتى شهر مارس عام 2016 حين أوقفت شركة Sony تصنيعها و بيعها.
كما في نظام شريط الفيديو المنافس VHS، لا يستخدم نظام بيتاماكس أسلوب نطاق الحماية Guard Band و إنما يستخدم أسلوب التسجيل بالانزياح السمتي Azimuth Recording للتخفيف من حدوث ظاهرة التداخل في الإشارة بين خطين متتاليين من خطوط التسجيل الممغنطة على الشريط.
وفقاً لوثائق تأريخ شركة Sony على الإنترنت، يحمل اسم Beta معنىً مضاعفاً: Beta في اللغة اليابانية هي الكلمة المستخدمة لوصف الأسلوب الذي يتم وفقه تسجيل الإشارات على الشريط، و كذلك فإن رسم الصيغة الصغيرة من الحرف الإغريقي Beta يمثل شكل سير الشريط ضمن جهاز التشغيل. أما بالنسبة للاحقة "max" فهي مأخوذة من كلمة "Maximum" و قد تمت إضافتها إلى الاسم لإضفاء نوعٍ من التفخيم. خلال عام 1977 قامت شركة Sony بإصدار أول جهاز تسجيل بيتاماكس يعمل بأسلوب التشغيل الطويل، و هو جهاز SL-8200، و هو مزود بآلية تسجيل ذات سرعتين مختلفتين: السرعة العادية، و الأسلوب الأحدث ذو نصف سرعة. سمح ذلك بعمل تسجيلات فيديو بطول يصل حتى ساعتين على كاسيت بيتاماكس من الموديل L-500. كان على جهاز SL-8200 أن يتنافس في السوق مع أجهزة التسجيل العاملة بنظام VHS التي كانت تسمح بعمل تسجيلات فيديو بطول يصل حتى أربع ساعات، و سمحت في وقتٍ لاحقٍ بتسجيلات بطول 6 ساعات ثم 8 ساعات على شريط كاسيت VHS واحد.
قامت شركة Sanyo بتسويق نسخةٍ خاصةٍ بها من أجهزة بيتاماكس تحت اسم "Betacord" و التي كانت تسمى عَرَضياً باسم "Beta". بالإضافة إلى شركتي Sony و Sanyo، تم إنتاج أجهزة فيديو بنظام بيتاماكس من قِبَل شركات Toshiba و Pioneer و Murphy و Aiwa و NEC. قامت كل من شركة WEGA و شركة Zenith Electronics Corporation بالتعاقد مع شركة Sony لتنتج لهما أجهزة فيديو بيتاماكس باسمهما التجاري. قامت سلسلة متاجر التجزئة Sears (في الولايات المتحدة و كندا) و Quelle (في ألمانيا) ببيع أجهزة فيديو بيتاماكس تحت الأسماء التجارية الخاصة بها، و كذلك فعلت سلسلة متاجر الإلكترونيات RadioShack.

## الاستخدامات المنزلية و الاحترافية
من النتائج الرئيسية لطرح تكنولوجيا بيتاماكس في الولايات المتحدة كانت القضية التي رفعتها شركة ستوديوهات يونيفيرسال سيتي على شركة سوني عام 1984، و سُمِّيَت (قضية بيتاماكس)، و التي أصدرت بموجبها المحكمة العليا للولايات المتحدة الأميركية حكماً لصالح شركة سوني يقضي بقانونية استخدام أجهزة تسجيل الفيديو المنزلي لعمل التسجيلات طالما استُخدِمَت استخداماً عادلاً لا ينتهك حقوق الملكية. تم الاستشهاد بهذه القضية فيما بعد في قضيةٍ أخرى عام 2005 رفعتها شركة MGM على شركة Grokster، حيث أصدرت المحكمة العليا للولايات المتحدة حكماً لصالح شركة MGM يقضي بتطبيق مفهوم الاستخدام العادل على ناشري و مزودي برمجيات مشارَكة الملفات بتقنية الند للند (و مفهوم الاستخدام العادل يستثني الاستخدامات التي تقوم بانتهاك حقوق الملكية بشكلٍ متعمَّد).

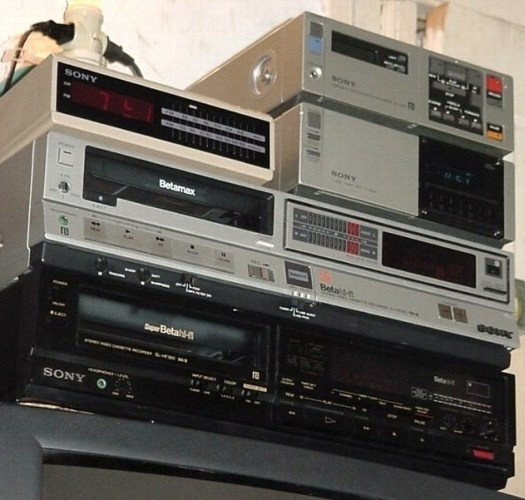
ثلاثة مسجلات فيديو سوني بيتاماكس مخصصة للسوق الأميركية. من الأعلى إلى الأسفل:
SL-2000 نقَّال من موالف\مؤقِّت TT-2000 (1982);
SL-HF 300 Betamax HiFi (1984);
SL-HF 360 SuperBeta HiFi (1988).

من أجل الاستخدامات الاحترافية، قامت شركة سوني باشتقاق صيغة بيتاكام (Betacam) من صيغة بيتاماكس. تم طرح بيتاكام عام 1982 و أصبحت صيغة الفيديو الأكثر انتشاراً في الأوساط التي تستخدم عربات البث التلفزيوني، و بذلك حلت محل كاسيت يو-ماتيك ذي الشريط بعرض .75 بوصة (19 مـم). تتشابه صيغتا بيتاكام و بيتاماكس في النواحي التالية:
- كلاهما تستخدمان نفس الشكل للكاسيت.
- كلاهما تستخدمان نفس نوع الأوكسيد على الشريط المغناطيسي و بنفس درجة التمغنط.

و لكن من ناحية أسلوب التسجيل على الشريط، تختلف بيتاكام عن بيتاماكس اختلافاً كلياً.

### مقارنة مع صيغ الفيديو الأخرى

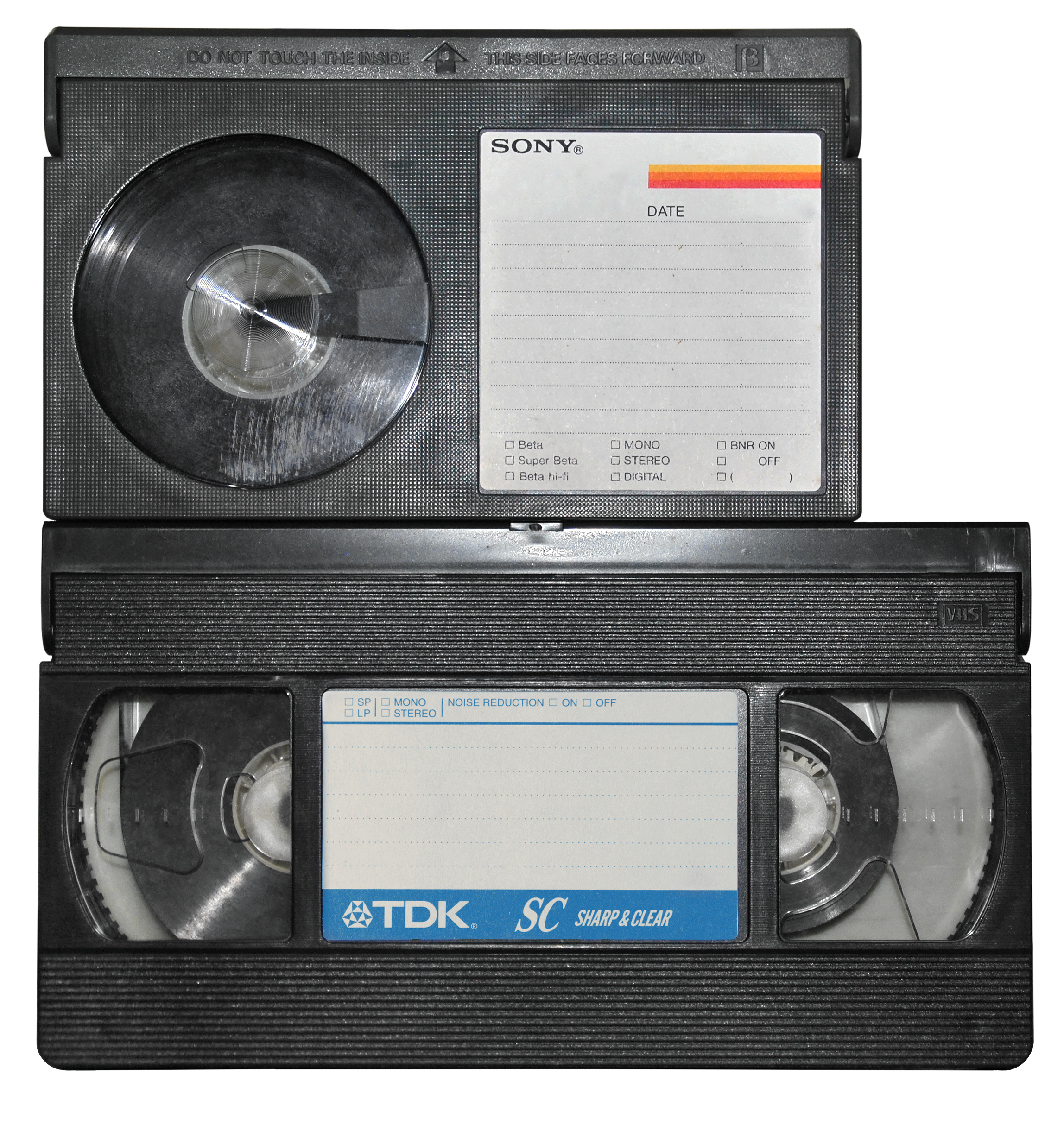
مقارنة بالحجم ما بين كاسيت بيتاماكس (في الأعلى) و كاسيت VHS (في الأسفل).

في ما يلي قائمة بمجموعة متنوعة من صيغ الفيديو مع بيان مستويات الدقة بالأسلوب الرقمي (بيكسل)، و الدقة بالأسلوب التقليدي التماثلي القائم على عدد خطوط المسح التلفزيوني. هذه القائمة تحتوي فقط صيغ الفيديو الشائعة. جديرٌ بالذِّكر أن دقة إشارة الألوان تبلغ عادةً نصف قيمة دقة إشارة الإضاءة في الصيغ الرقمية، و أقل من ذلك بكثيرٍ في الصيغ التماثلية.
الدقة بالبيكسل محسوبة من عدد خطوط المسح الموافقة في الفيديو التماثلي:
| الصيغة                               | تماثلي \ رقمي | دقة المسح لإشارة الإضاءة (الدقة المناظرة بالبيكسل) | دقة المسح لإشارة اللون (الدقة المناظرة بالبيكسل) |
| ------------------------------------ | ------------- | -------------------------------------------------- | ------------------------------------------------ |
| VHS (NTSC)                           | تماثلي        | 240 خط (330x480)                                   | 30 خط (40x480)                                   |
| U-Matic, Betamax, Video8 (NTSC)      | تماثلي        | 250 خط (333x480)                                   | 30 خط (40x480)                                   |
| SuperBeta (NTSC)                     | تماثلي        | 290 خط (400x480)                                   | 30 خط (40x480)                                   |
| Betacam (NTSC)                       | تماثلي        | 290 خط (400x480)                                   | 100 خط (100x480)                                 |
| Broadcast (NTSC)                     | تماثلي        | 330 خط (440x480)                                   | 120 خط (120x480)                                 |
| Betacam SP (NTSC)                    | تماثلي        | 340 خط (450x480)                                   | 100 خط (100x480)                                 |
| S-VHS, Hi8 (NTSC)                    | تماثلي        | 420 خط (560x480)                                   | 30 خط (40x480)                                   |
| LaserDisc (NTSC)                     | تماثلي        | 420 خط (560x480)                                   | 120 خط (120x480)                                 |
| ED Beta (NTSC)                       | تماثلي        | 500 خط (670x480)                                   | 100 خط (100x480)                                 |
| VHS (PAL)                            | تماثلي        | 240 خط (330x576)                                   | 30 خط (40x288)                                   |
| U-Matic, Betamax, Video8 (PAL)       | تماثلي        | 250 خط (333x576)                                   | 30 خط (40x288)                                   |
| SuperBeta (PAL)                      | تماثلي        | 290 خط (400x576)                                   | 30 خط (40x288)                                   |
| Betacam (PAL)                        | تماثلي        | 290 خط (400x576)                                   | 100 خط (100x288)                                 |
| Betacam SP (PAL)                     | تماثلي        | 340 خط (450x576)                                   | 100 خط (100x288)                                 |
| Broadcast (PAL-B/G/H)                | تماثلي        | 390 خط (520x576)                                   | 120 خط (120x288)                                 |
| S-VHS, Hi8 (PAL)                     | تماثلي        | 420 خط (560x576)                                   | 30 خط (40x288)                                   |
| LaserDisc (PAL)                      | تماثلي        | 420 خط (560x576)                                   | 120 خط (120x288)                                 |
| Broadcast (PAL-I)                    | تماثلي        | 430 خط (570x576)                                   | 120 خط (120x288)                                 |
| Broadcast (PAL-D/K)                  | تماثلي        | 470 خط (620x576)                                   | 120 خط (120x288)                                 |
| ED Beta (PAL)                        | تماثلي        | 500 خط (670x576)                                   | 100 خط (100x288)                                 |
| VCD                                  | رقمي          | 260 خط (352x240)                                   | 130 خط (176x120)                                 |
| SVCD                                 | رقمي          | 360 خط (480x480)                                   | 180 خط (240x240)                                 |
| Anamorphic DVD (NTSC)                | رقمي          | 410 خط (720x480)                                   | 205 خط (360x240)                                 |
| Letterbox DVD (NTSC, PAL)            | رقمي          | 410 خط (720x360)                                   | 205 خط (360x180)                                 |
| Anamorphic DVD (PAL)                 | رقمي          | 720x576                                            | 360x288                                          |
| 4:3 DVD, DV, MiniDV, Digital8 (NTSC) | رقمي          | 540 خط (720x480)                                   | 270 خط (360x240)                                 |
| AVCHD Lite (720p)                    | رقمي          | 720 خط (1280x720)                                  | 360 خط (640x360)                                 |
| 16:9 HDV                             | رقمي          | 810 خط (1440x1080)                                 | 405 خط (720x540)                                 |
| AVCHD, BluRay, HD DVD (1080p/1080i)  | رقمي          | 1080 خط (1920x1080)                                | 540 خط (960x540)                                 |

### أطوال شريط بيتاماكس
إنَّ كاسيتات بيتاماكس لأنظمة NTSC و PAL\SECAM متطابقة فيزيائياً بشكلٍ كامل، رغم أن الإشارة المسجلة عليها غير متوافقة. بما أن سرعة مرور الشريط ضمن الجهاز تختلف ما بين أنظمة NTSC و PAL\SECAM، لذلك فإن مدة التسجيل في شريط بيتاماكس تختلف باختلاف نظام الألوان. و قد تم بين الحين و الآخر إنتاج أشرطة بيتاماكس بأطوال غير قياسية كما في الموديل L-410.
- في نظام NTSC، معيارية BI هي السرعة القياسية، و معيارية BII هي نصف سرعة، و معيارية BIII هي ثلث سرعة.

| الموديل | طول الشريط | طول الشريط | مدة التسجيل           | مدة التسجيل           | مدة التسجيل           | مدة التسجيل           |
| الموديل | ft         | m          | BI                    | BII                   | BIII                  | PAL/SECAM             |
| ------- | ---------- | ---------- | --------------------- | --------------------- | --------------------- | --------------------- |
| L-125   | 125        | 38         | 15 دقيقة              | 30 دقيقة              | 45 دقيقة              | 32 دقيقة              |
| L-165   | 166 2/3    | 51         | 20 دقيقة              | 40 دقيقة              | 60 دقيقة (1 ساعة)     | 43 دقيقة              |
| L-250   | 250        | 76         | 30 دقيقة              | 60 دقيقة (1 ساعة)     | 90 دقيقة (1:30 ساعة)  | 65 دقيقة (1:05 ساعة)  |
| L-370   | 375        | 114        | 45 دقيقة              | 90 دقيقة (1:30 ساعة)  | 135 (2:15 ساعة)       | 96 دقيقة (1:36 ساعة)  |
| L-500   | 500        | 152        | 60 دقيقة (1 ساعة)     | 120 دقيقة (2 ساعة)    | 180 دقيقة (3 ساعة)    | 130 دقيقة (2:10 ساعة) |
| L-750   | 750        | 229        | 90 دقيقة (1:30 ساعة)  | 180 دقيقة (3 ساعة)    | 270 دقيقة (4:30 ساعة) | 195 دقيقة (3:15 ساعة) |
| L-830   | 833 1/3    | 254        | 100 دقيقة (1:40 ساعة) | 200 دقيقة (3:20 ساعة) | 300 دقيقة (5 ساعة)    | 216 دقيقة (3:36 ساعة) |

## توقُّف الإنتاج
في شهر نوفمبر من عام 2015، أعلنت شركة سوني نيَّتَها وقف إنتاج كاسيت بيتاماكس. و قد توقف إنتاج و بيع أشرطة بيتاماكس بعد حوالي 41 عاماً من الإنتاج المتواصل. استمر مصنعو الطرف الثالث بإنتاج كاسيتات بيتاماكس، و رغم أن الكاسيتات المنتَجة مؤخراً مصممة للاستخدام مع أجهزة Betacam، إلا أنها قابلة تماماً للاستخدام مع الأجهزة العاملة بنظام بيتاماكس.